# جام جهانی اسکیت سرعت ۲۰۱۹–۲۰
جام جهانی اسکیت سرعت ۲۰۱۹–۲۰مجموعه‌ای از شش مسابقهٔ بین‌المللی اسکیت سرعت بود که از نوامبر ۲۰۱۹ تا مارس ۲۰۲۰ برگزار شد.

## تقویم
جزئیات تقویم برنامه‌ریزی‌شدهٔ فصل
| شماره جام جهانی | مکان                       | ورزشگاه                    | تاریخ        | ۵۰۰ متر | ۱٬۰۰۰ متر | ۱٬۵۰۰ متر | ۳٬۰۰۰ متر | ۵٬۰۰۰ متر | ۱۰٬۰۰۰ متر | استارت دسته‌جمعی | تعقیبی تیمی | سرعت تیمی |
| --------------- | -------------------------- | -------------------------- | ------------ | ------- | --------- | --------- | --------- | --------- | ---------- | --------------- | ----------- | --------- |
| ۱               | مینسک، بلاروس              | ورزشگاه مینسک              | ۱۵–۱۷ نوامبر | م، ز    | م، ز      | م، ز      | ز         | م         |            | م، ز            |             | م، ز      |
| ۲               | توماشوف مازوویتسکی، لهستان | پیست یخ توماشوف مازوویتسکی | ۲۲–۲۴ نوامبر | م، ز    |           | م، ز      | ز         | م         |            | م، ز            | م، ز        | م، ز      |
| ۳               | آستانه، قزاقستان           | قصر یخی آلائو              | ۶–۸ دسامبر   | م، ز    | م، ز      | م، ز      |           | ز         | م          |                 | م، ز        | م، ز      |
| ۴               | ناگانو، ژاپن               | ام-ویو                     | ۱۳–۱۵ دسامبر | ۲م، ۲ز  | م، ز      |           | ز         | م         |            | م، ز            | م، ز        | م، ز      |
| ۵               | کلگری، کانادا              | پیست بیضی المپیک کلگری     | ۷–۸ فوریه    | م، ز    | م، ز      | م، ز      | ز         | م         |            |                 |             |           |
| ۶               | هیرن‌فین، هلند              | تیالف                      | ۷–۸ مارس     | ۲م، ۲ز  | م، ز      | م، ز      | ز         | م         |            | م، ز            |             |           |
| مجموع           | مجموع                      | مجموع                      | مجموع        | ۸م، ۸ز  | ۵م، ۵ز    | ۵م، ۵ز    | ۵ز        | ۵م، ۵ز    | ۱م         | ۴م، ۴ز          | ۳م، ۳ز      | ۴م، ۴ز    |

## رتبه‌بندی مردان
| رتبه | نام               | امتیاز |
| ---- | ----------------- | ------ |
| ۱    | تاتسویانا شینهاما | ۴۸۳    |
| ۲    | ویکتور موشتاکف    | ۴۳۳    |
| ۳    | لورن دوبرو        | ۴۲۰    |
| ۴    | کیم جون-هو        | ۴۰۴    |
| ۵    | یوما موراکامی     | ۴۰۰    |

| رتبه | نام          | امتیاز |
| ---- | ------------ | ------ |
| ۱    | توماس کرول   | ۲۹۴    |
| ۲    | کای وربی     | ۲۷۲    |
| ۳    | لورن دوبرو   | ۲۵۱    |
| ۴    | کیالد نویس   | ۲۳۰    |
| ۵    | نینگ ژونگیان | ۲۱۶    |

| رتبه | نام          | امتیاز |
| ---- | ------------ | ------ |
| ۱    | کیالد نویس   | ۲۸۲    |
| ۲    | نینگ ژونگیان | ۲۶۶    |
| ۳    | توماس کرول   | ۲۵۹    |
| ۴    | پاتریک روست  | ۲۲۸    |
| ۵    | دنیس یوشکف   | ۲۲۴    |

| رتبه | نام                | امتیاز |
| ---- | ------------------ | ------ |
| ۱    | پاتریک روست        | ۳۶۰    |
| ۲    | دانیلا سمریکف      | ۳۲۳    |
| ۳    | گرایمه فیش         | ۳۰۶    |
| ۴    | تد جان بلومن       | ۲۹۲    |
| ۵    | الکساندر رومیانتسف | ۲۶۳    |

| رتبه | نام           | امتیاز |
| ---- | ------------- | ------ |
| ۱    | بارت سوئینگز  | ۵۷۰    |
| ۲    | جوئی مانتیا   | ۵۶۹    |
| ۳    | چونگ جائه-وون | ۴۶۲    |
| ۴    | اوم چئون-هو   | ۴۳۰    |
| ۵    | دانیلا سمریکف | ۴۲۹    |

| رتبه | نام     | امتیاز |
| ---- | ------- | ------ |
| ۱    | روسیه   | ۳۱۲    |
| ۲    | ژاپن    | ۳۰۲    |
| ۳    | کانادا  | ۲۹۰    |
| ۴    | ایتالیا | ۲۸۶    |
| ۵    | هلند    | ۲۶۸    |

| رتبه | نام      | امتیاز |
| ---- | -------- | ------ |
| ۱    | هلند     | ۴۴۰    |
| ۲    | سوئیس    | ۳۱۶    |
| ۳    | قزاقستان | ۲۹۰    |
| ۴    | کانادا   | ۲۸۸    |
| ۵    | چین      | ۲۸۴    |

## رتبه‌بندی زنان
| رتبه | نام              | امتیاز |
| ---- | ---------------- | ------ |
| ۱    | نائو کودایرا     | ۵۲۸    |
| ۲    | آنجلینا گولیکووا | ۵۰۴    |
| ۳    | اولگا فاتکولینا  | ۴۷۴    |
| ۴    | ونسا هرزوگ       | ۴۳۶    |
| ۵    | داریا کاچانووا   | ۴۳۲    |

| رتبه | نام             | امتیاز |
| ---- | --------------- | ------ |
| ۱    | بریتنی بوو      | ۳۲۶    |
| ۲    | نائو کودایرا    | ۲۵۶    |
| ۳    | اولگا فاتکولینا | ۲۴۲    |
| ۴    | یوتا لیردام     | ۲۳۳    |
| ۵    | داریا کاچانووا  | ۲۳۱    |

| رتبه | نام             | امتیاز |
| ---- | --------------- | ------ |
| ۱    | آیرین وست       | ۳۴۲    |
| ۲    | میهو تاکاگی     | ۲۶۰    |
| ۳    | اوینیا لالنکووا | ۲۶۰    |
| ۴    | ملیسا وایفیه    | ۲۴۳    |
| ۵    | آنتوانت دی یونگ | ۲۲۲    |

| رتبه | نام               | امتیاز |
| ---- | ----------------- | ------ |
| ۱    | مارتینا سابلیکووا | ۳۵۷    |
| ۲    | ایزایل وایدمان    | ۳۵۳    |
| ۳    | اوانی بلاندین     | ۳۱۴    |
| ۴    | ناتالیا ورونینا   | ۳۱۱    |
| ۵    | آنتوانت دی یونگ   | ۲۷۴    |

| رتبه | نام           | امتیاز |
| ---- | ------------- | ------ |
| ۱    | اوانی بلاندین | ۵۴۸    |
| ۲    | ایرنه شووتن   | ۴۹۲    |
| ۳    | نانا تاکاگی   | ۴۴۲    |
| ۴    | کیم بو روم    | ۳۹۹    |
| ۵    | ملیسا وایفیه  | ۳۹۶    |

| رتبه | نام                 | امتیاز |
| ---- | ------------------- | ------ |
| ۱    | کانادا              | ۳۲۴    |
| ۲    | روسیه               | ۳۱۲    |
| ۳    | هلند                | ۳۰۲    |
| ۴    | ژاپن                | ۲۵۶    |
| ۵    | ایالات متحده آمریکا | ۲۳۸    |

| رتبه | نام       | امتیاز |
| ---- | --------- | ------ |
| ۱    | هلند      | ۴۶۸    |
| ۲    | روسیه     | ۴۴۴    |
| ۳    | چین       | ۳۳۸    |
| ۴    | کره جنوبی | ۲۹۶    |
| ۵    | ژاپن      | ۲۸۸    |